# 津田匠子
津田 匠子（つだ しょうこ、1963年1月30日 - ）は、日本の声優、舞台女優。長崎県出身。本名：北沢 利佳（きたざわ りか）。賢プロダクション所属。スクールデュオ基礎クラス講師でアテレコ実習を担当。

## 略歴
長崎県立長崎西高等学校、桐朋学園大学演劇科を卒業後の1987年、演劇集団キャラメルボックスに入団。キャラメルボックスの舞台で活躍していたが、2005年に退団。団友となり、キャラメルボックスを応援していくこととなった。

## 人物
特技は気功、書道、長崎弁、大阪弁。趣味はボサノバ弾き語り、気功整体。

## 出演
太字はメインキャラクター。

### テレビアニメ
1999年
- 星界の紋章（シュリール、軍人）

2001年
- はじめの一歩（2001年 - 2014年、トミ子） - 3シリーズ + 特別編
- 魔法戦士リウイ（女講師）

2002年
- 十二国記（碧霞玄君玉葉）
- 花田少年史（キヨミ）
- ポケットモンスター（キミエ）

2003年
- アストロボーイ・鉄腕アトム（2003年 - 2004年、クリス、執事）
- GAD GUARD（真田キョウコ）
- 人間交差点（和也の母）
- ポケットモンスター アドバンスジェネレーション（2003年 - 2004年、イズミ、ミランダ）

2004年
- かいけつゾロリ（魔女ルカ、カバンカバ）
- サムライチャンプルー（母親）
- 蒼穹のファフナー（春日井諒子）
- 鋼の錬金術師（イズミ）
- BECK（コユキの母）

2005年
- いちご100%（真中の母）
- こてんこてんこ（湖の女神）
- Paradise Kiss（早坂保子）
- BLACK CAT（アネット＝ピアス）
- まじめにふまじめ かいけつゾロリ（魚〈おばちゃん〉）

2006年
- ケモノヅメ（イメクラ嬢、ばあさん）
- シルクロード少年 ユート（バーバラ）
- 天保異聞 妖奇士（松江ソテ）
- 錬金3級 まじかる?ぽか〜ん（Dr.K子）

2007年
- 英國戀物語エマ 第二幕（ヨハンナ）
- デルトラクエスト（ザラ）
- のだめカンタービレ（2007年 - 2010年、ニナ・ルッツ） - 2シリーズ

2008年
- アリソンとリリア（トラヴァス・ラディア）
- 銀魂（2008年 - 2015年、尼僧、浅葱） - 2シリーズ
- ゴルゴ13（リズ）
- シゴフミ（リサーラ）
- To LOVEる -とらぶる-（アマゾネス女王）
- 隠の王（清水光輪）
- ぷるるんっ!しずくちゃん あはっ☆（ハナゲデスの妻）
- 魍魎の匣（楠本君枝）
- もっけ（日吉のおばあちゃん）

2009年
- 青い花（母）
- 青い文学シリーズ「こゝろ」（未亡人）
- イナズマイレブン（おかあちゃん）
- 鋼の錬金術師 FULLMETAL ALCHEMIST（イズミ・カーティス）

2010年
- 黒執事II（マーガレット）
- こばと。（農家のおばさん）
- たまごっち!（安全おばっち）
- FAIRY TAIL（2010年 - 2024年、ポーリュシカ、グランディーネ） - 4シリーズ

2012年
- アイカツ!（浅倉美和）
- 坂道のアポロン（千太郎の母）

2013年
- 宇宙戦艦ヤマト2199（古代紀子）
- がんばれ!ルルロロ（おばあちゃん）
- ちはやふる シリーズ（2013年 - 2020年、鈴木富美子、周防兼子） - 2シリーズ

2014年
- スペース☆ダンディ（星長の妻）
- パックワールド（グーラシャ）

2015年
- うしおととら（飛頭蛮 母、麻子の祖母）

2017年
- 鬼平（おみち）
- ACCA13区監察課（第一王女）
- 忍たま乱太郎（おばあさん）

2018年
- 若おかみは小学生!（藤原虎子）

2019年
- ヴィンランド・サガ（アンの母親）

2020年
- ポケットモンスター（2020年 - 2022年、マグノリア博士）

2021年
- SK∞ エスケーエイト（伯母）
- デュエル・マスターズ キング!（お婆さん）
- Sonny Boy（さくら）

2022年
- もっと!まじめにふまじめ かいけつゾロリ（警察署長）
- SPY×FAMILY（2022年 - 2023年、マーサ） - 2シリーズ

2023年
- 薬屋のひとりごと（気前がいい婆）

2025年
- 最強の王様、二度目の人生は何をする?（リニア・ダーカサン）
- アン・シャーリー（パティ・スポフォード）

### 劇場アニメ
2002年
- 千年女優（島尾詠子）
- パルムの樹（ソーマの思念）

2005年
- 機動戦士ΖガンダムII A New Translation -恋人たち-（ナミカー・コーネル）
- 劇場版 鋼の錬金術師 シャンバラを征く者（イズミ・カーティス）

2013年
- ハル

2017年
- クレヨンしんちゃん 襲来!!宇宙人シリリ（おばあさん）

2022年
- ブルーサーマル（2022年、たまきの母）

2023年
- 劇場版 PSYCHO-PASS サイコパス PROVIDENCE（ミリシア・ストロンスカヤ）

### OVA
1991年
- スケバン刑事

2003年
- とらいあんぐるハート 〜Sweet Songs Forever〜（イリア・ライソン）

2005年
- いちご100%（真中の母）

2010年
- 鋼の錬金術師 FULLMETAL ALCHEMIST DVD 第9巻 映像特典「師匠物語」/「師匠初恋物語」（イズミ・ハーネット）

2011年
- SUPERNATURAL: THE ANIMATION（マリア・マスターズ）

### ゲーム
1991年
- 太平記

1995年
- 聖夜物語（紫炎アディス）

1999年
- SDガンダム GGENERATION（1999年 - 2025年、ライラ・ミラ・ライラ〈ZERO - PORTABLE〉、イリア・パゾム） - 12作品

2000年
- 機動戦士ガンダム ギレンの野望 ジオンの系譜（ライラ・ミラ・ライラ）

2002年
- 機動戦士ガンダム ギレンの野望 ジオン独立戦争記（ライラ・ミラ・ライラ）

2003年
- 機動戦士Ζガンダム エゥーゴvs.ティターンズ（ライラ・ミラ・ライラ）
- 十二国記 -紅蓮の標 黄塵の路-（達姐）

2004年
- 機動戦士ガンダム ガンダムvs.Ζガンダム（ライラ・ミラ・ライラ）
- 鋼の錬金術師シリーズ（2003年 - 2005年、イズミ・カーティス） - 2作品

2005年
- ロマンシング サガ -ミンストレルソング-（アディリス&オウル）

2008年
- 機動戦士ガンダム ギレンの野望 アクシズの脅威（ライラ・ミラ・ライラ、イリア・パゾム）

2009年
- 風色サーフ（ルイディナ・リトヴァク）
- 鋼の錬金術師 FULLMETAL ALCHEMIST（2009年 - 2022年、イズミ・カーティス） - 4作品

2011年
- 機動戦士ガンダム 新ギレンの野望（ライラ・ミラ・ライラ、イリア・パゾム）

2013年
- ライトニング リターンズ ファイナルファンタジーXIII

2017年
- ゼルダの伝説 ブレス オブ ザ ワイルド（インパ）

2022年
- 共闘ことばRPG コトダマン（イズミ・カーティス）

2023年
- モンスターストライク（イズミ・カーティス）
- ゼルダの伝説 ティアーズ オブ ザ キングダム（インパ）
- 機動戦士ガンダム U.C. ENGAGE（ナミカー・コーネル、イリア・パゾム）

2024年
- スーパーロボット大戦DD（イリア・パゾム）
- ゼルダの伝説 知恵のかりもの

### ドラマCD
- アニメ店長 うきうきドラマCD 道玄坂登也編（母親）
- いちご100%（真中の母）
- クロノクルセイド 始まりの契約者（使者）
- コルセーア VIII 〜月を抱く海3〜（マリア）
- タイトロープ（大原綾芽）
- とらいあんぐるハート3 〜Sweet Songs Forever〜（イリア・ライソン）
- ハートの隠れ家（泉の母）
- “文学少女”と飢え渇く幽霊【前篇】（和田佳枝）
- 魔人探偵脳噛ネウロ（井伊朋子）
- 錬金3級 まじかる?ぽか〜ん（Dr.K子）

### 吹き替え

#### 映画
- アルティメットバトル 忍者VS少林寺
- キングダム/見えざる敵（エレイン・フラワー〈フランシス・フィッシャー〉）
- 007 ダイ・アナザー・デイ（ベリティ〈マドンナ〉） - DVD版
- 百万長者と結婚する方法（シャッツィ・ペイジ〈ローレン・バコール〉）※テレビ朝日版WOWOW追加収録部分
- ベートーベン ※NHK-BS2版
- リジー・マグワイア・ムービー
- もしも昨日が選べたら
- ワンス・アポン・ア・タイム・イン・チャイナ/八大天王（シュークワン〈マギー・シュウ〉）※ビデオ版

#### ドラマ
- アニマル・レスキュー・キッズ
- ER XIII 緊急救命室（ミーガン・ストランド〈ターニャ・ライト〉）#289
- WITHOUT A TRACE/FBI 失踪者を追え! #11
- FBI: Most Wanted 〜指名手配特捜班〜 #2
- グッド・ワイフ5（アルマ・ホフ〈ベッキー・アン・ベイカー〉）
- グッド・ファイト シーズン2（アルマ・ホフ〈ベッキー・アン・ベイカー〉）
- クリミナル・マインド11 FBI行動分析課 #14
- クリミナル・マインド14 FBI行動分析課 #2
- クィア・アイ（ジル・バイデン）
- 騎馬警官 #5
- GO!GO!ジェット #7
- ザ・ハイツ 青春のラプソディー（レナータ）#12
- サンフランシスコの空の下 #18
- 新・弁護士ペリー・メイスン
- フェリシティの青春 #15 #21
- 素晴らしき日々 #61 #72
- スパイダーマン（金髪女）#2
- SCORPION/スコーピオン2 #13
- 対決スペルバインダー #9 #10
- チャームド〜魔女3姉妹〜
  - シーズン2（ジャン、ブラッド・メアリー）
  - シーズン4（物見、ライラ）
  - シーズン6（シェリダン刑事）
- デスパレートな妻たち #24
- ドクター・フー（フロア・マネージャー）#12 #13
- バーナビー警部 #25 #26
- ベイウォッチ #33 #41 #105 #123
- レリックハンター 秘宝を探せ #41 #51
- 名探偵モンク #6
- 名探偵モンク7（マダム）
- ロストワールド 失われた世界 #24

#### アニメ
- タンタンの冒険 ファラオの葉巻
- ナルニア国物語/第1章: ライオンと魔女（女王）

### ラジオドラマ
- KRラジオ図書館「もう一度走りだそう」（1994年）
- NHK FMシアター
  - 遭遇（1994年）
  - 秋の声（1995年）
  - シリーズ・バルカンの文学「クロアチア物語」（2000年）
- NHK-FM 青春アドベンチャー
  - 夢源氏剣祭文（1998年） - 八百比丘尼
  - 辰のお年頃（1999年）
  - あたしの嫌いな私の声（2001年）

### テレビドラマ
- 誰かが扉を叩いている（1997年）
- 土曜ワイド劇場 はみだし弁護士・巽志郎4（1999年）
- 怖い日曜日〜2000〜（2000年）
- 温泉へ行こう（2000年 / TBS）

### 映画
- 監禁探偵（2013年）

### 舞台
- 不思議なクリスマスのつくりかた（ルーシー）
- キャラメルボックス公演「グッドナイト将軍」（1988年・1993年） - 巴御前 役
- スケッチブック・ボイジャー（1989年・1995年） - 夕顔 役
- また逢おうと竜馬は言った（1992年・1995年） - サナエ、千葉さなこ 役
- 銀河旋律（1989年・1992年・1999年・2002年） - ヨシノ 役
- ヒトミ（1995年・2004年） - あつ子 役
- 風を継ぐ者（1996年） - 美称 役
- w.jaz 朗読倶楽部「ドミドミソドドド」（2014年） - 老婆 役

### ナレーション
- NHKネットクラブ
- サイエンスミステリー（ボイスオーバーも担当）

### ボイスオーバー
- 驚きももの木20世紀 大杉栄と伊藤野枝 〜愛と自由への闘争〜（1996年、ABC）
- 奇跡の扉 TVのチカラ
- ショップジャパン 通販CM
- マーサ・スチュワート・リビング
- ワールド・オブ・ディスカバリー

### その他
- ウィザード・バリスターズ 弁魔士セシル（2014年 / 方言指導）

### シリーズ一覧
1. ↑  第1期（2001年 - 2002年）、TVスペシャル『Champion Road』（2003年4月18日）、第2期『New Challenger』（2009年）、第3期『Rising』（2013年 - 2014年）
2. ↑  第1期（2007年）、第3期『フィナーレ』（2010年）
3. ↑  第1期（2008年）第3期『銀魂ﾟ』（2015年）
4. ↑  第1期（2010年）、第2期（2012年 - 2015年）、第3期（2019年）、続編『100年クエスト』（2024年）
5. ↑  第2期『2』（2013年）、第3期『3』（2020年）
6. ↑  Season 1:第2クール（2022年）、Season 2（2023年）
7. ↑  『ZERO』（1999年）、『F』（2000年）、『F.I.F』（2001年）、『NEO』（2002年）、『SEED』（2004年）、『PORTABLE』（2006年）、『SPIRITS』（2007年）、『WARS』（2009年）、『WORLD』（2011年）、『OVER WORLD』（2012年）、『GENESIS』（2016年）、『ETERNAL』（2025年）
8. ↑  『ドリームカーニバル』（2004年）、『デュアルシンパシー 二人の絆』（2005年）
9. ↑  『背中を託せし者』『黄昏の少女』（2009年）、『約束の日へ』（2010年）、『MOBILE』[22]（2022年）